# Radara aquilalis
Radara aquilalis là một loài bướm đêm trong họ Noctuidae.